# جایزه بزرگ استرالیا ۱۹۸۸
جایزه بزرگ استرالیا ۱۹۸۸ یک مسابقه موتوری فرمول یک بود که در ۱۳ نوامبر ۱۹۸۸ در پیست خیابانی آدلاید برگزار شد. این مسابقه شانزدهمین و آخرین مسابقه مسابقات فرمول یک فصل ۱۹۸۸ و آخرین مسابقه ای بود که موتورهای توربوشارژ تا مسابقات جایزه بزرگ استرالیا در سال ۲۰۱۴ واجد شرایط بودند بود.